# Буркина-Фасо на летних Олимпийских играх 1988
Буркина-Фасо принимала участие в Летних Олимпийских играх 1988 года в Сеуле (Республика Корея) после шестнадцатилетнего перерыва, в первый раз за свою историю под названием Буркина-Фасо, но не завоевала ни одной медали. Страну представляли пять мужчин и одна женщина, участвовавшие в соревнованиях по боксу и лёгкой атлетике. Мариама Уиминга стала первой женщиной, представлявшей Буркина-Фасо на Олимпийских играх.

## Бокс
Спортсменов — 2
| Спортсмен       | Категория | 1/32 финала          | 1/16 финала               | 1/8 финала             | 1/4 финала           | Полуфинал            | Финал                |           |
| Спортсмен       | Категория | Соперник и результат | Соперник и результат      | Соперник и результат   | Соперник и результат | Соперник и результат | Соперник и результат |           |
| --------------- | --------- | -------------------- | ------------------------- | ---------------------- | -------------------- | -------------------- | -------------------- | --------- |
| Мусса Кагембега | 57 кг     | -                    | Омар Катари Пераса Пор КО | Не прошёл              | Не прошёл            | Не прошёл            | Не прошёл            |           |
| Сунайла Саньон  | 71 кг     | -                    | Джон Вайго Поб RSC        | Евгений Зайцев Пор RSC | Не прошёл            | Не прошёл            | Не прошёл            | Не прошёл |

## Лёгкая атлетика
Спортсменов — 4
Мужчины
| Спортсмен         | Соревнование    | Предварительный раунд | Предварительный раунд | Полуфинал | Полуфинал | Четвертьфинал | Четвертьфинал | Финал     | Финал     |
| Спортсмен         | Соревнование    | Результат             | Место                 | Результат | Место     | Результат     | Место         | Результат | Место     |
| ----------------- | --------------- | --------------------- | --------------------- | --------- | --------- | ------------- | ------------- | --------- | --------- |
| Аруна Пале        | 100м            | 10,76                 | 5                     | Не прошёл | Не прошёл | Не прошёл     | Не прошёл     | Не прошёл | Не прошёл |
| Аруна Пале        | 200м            | 21,33                 | 3                     | 21,35     | 7         | Не прошёл     | Не прошёл     | Не прошёл | Не прошёл |
| Александр Юнгбаре | 100м            | 10,90                 | 7                     | Не прошёл | Не прошёл | Не прошёл     | Не прошёл     | Не прошёл | Не прошёл |
| Александр Юнгбаре | 200м            | 22,14                 | 4                     | Не прошёл | Не прошёл | Не прошёл     | Не прошёл     | Не прошёл | Не прошёл |
| Чейк Сейну        | Прыжки в высоту | NM                    | -                     | Не прошёл | Не прошёл | Не прошёл     | Не прошёл     | Не прошёл | Не прошёл |

Женщины
| Спортсмен       | Соревнование | Забег     | Забег | Полуфинал | Полуфинал | Четвертьфинал | Четвертьфинал | Финал     | Финал     |
| Спортсмен       | Соревнование | Результат | Место | Результат | Место     | Результат     | Место         | Результат | Место     |
| --------------- | ------------ | --------- | ----- | --------- | --------- | ------------- | ------------- | --------- | --------- |
| Мариама Уиминга | 100м         | 12,62     | 8     | Не прошла | Не прошла | Не прошла     | Не прошла     | Не прошла | Не прошла |
| Мариама Уиминга | 200м         | 26,02     | 7     | Не прошла | Не прошла | Не прошла     | Не прошла     | Не прошла | Не прошла |